# Christoph Herdesianus
Christoph Herdesianus (latinisiert aus: Hardesheim, auch: Christianus Hesiander, Hermannus Pacificus, German Beyer, Eusebius Altkircher, Ambrosius Wolf und andere Pseudonyme, * 1523 in Halberstadt; † 23. Dezember 1585 in Nürnberg) war ein deutscher Jurist und evangelischer Theologe.

## Leben
Geboren als Sohn des Berthold von Hardesheim, hatte er ein Kanonikat in seiner Heimatstadt und studierte 1540 an der Universität Wittenberg. Hier besuchte er Vorlesungen von Martin Luther und Philipp Melanchthon und schloss sich dem evangelischen Glauben an. Im Anschluss bereiste er Italien und Frankreich und ließ sich als Jurist in Nürnberg nieder, wo er 1585 verstarb.
Er beteiligte sich an den dogmatischen Fragen seiner Zeit, besonders zu der Thematik des Abendmahls. Dabei tendierte er zu Kompromissen mit der reformierten Lehre und suchte eine Versöhnung mit den Gnesiolutheranern zu erreichen. Zu diesem Zweck verfasste er theologische Werke, die anonym sowie unter verschiedenen Pseudonymen erschienen.

## Werkauswahl
- Liber responsorum juris. 1571
- (anonym): Consensus orthodoxus de controversia coenae. 1574
- (als Christian Hesiander): Refutatio dogmatis de fictitia carnis Christi omnipraesentia. 1571
- (als Hermannus Pacificus): Synodus Ephesina, adjunctate sunt theses de coena Domini. 1581
- (als Ambrosius Wolf): Historia Der Augspurgischen Confession. Neustadt an der Hardt: Matthaeum Harnisch, 1580